# Astorge Aimery
Pour les articles homonymes, voir Aimery.
Astorge Aimery (ou Aimeri) mort en juillet 1482, est un prélat français du XVe siècle.

## Biographie
Son nom se trouve sous la forme Astorgius Aimery (latin Astorgio Aimerico) dans le Gallia christiana (1715). L'usage courant chez les auteurs contemporains est Astorge Almaric, alias Aimeri ou Aimery.
Il « [réside] raisonnablement à Rome », selon le chanoine Fillet (1932), lorsqu'il est désigné pour administrer du diocèse de Saint-Paul-Trois-Châteaux, par le pape Sixte IV, le 14 août 1478. Il est sacré le 6 septembre.
Astorge Aimery est transféré de Saint-Paul-Trois-Châteaux sur le siège archiépiscopal de Vienne, le 11 décembre 1480, à la suite du décès de Guy III de Poisieu. Il rend hommage au roi de France, le 4 février de l'année suivante. Il est de fait abbé de Saint-Barnard et coseigneur de la ville de Romans.
Il est l'ambassadeur du roi en Angleterre.
Astorge Aimery meurt en juillet 1482,.

## Armoiries épiscopales
Les armes d'Astorge Aimery se blasonnent ainsi : D'or, à l'aigle éployé de sable, à la barre de même brochant sur le tour..